# Hans Multscher

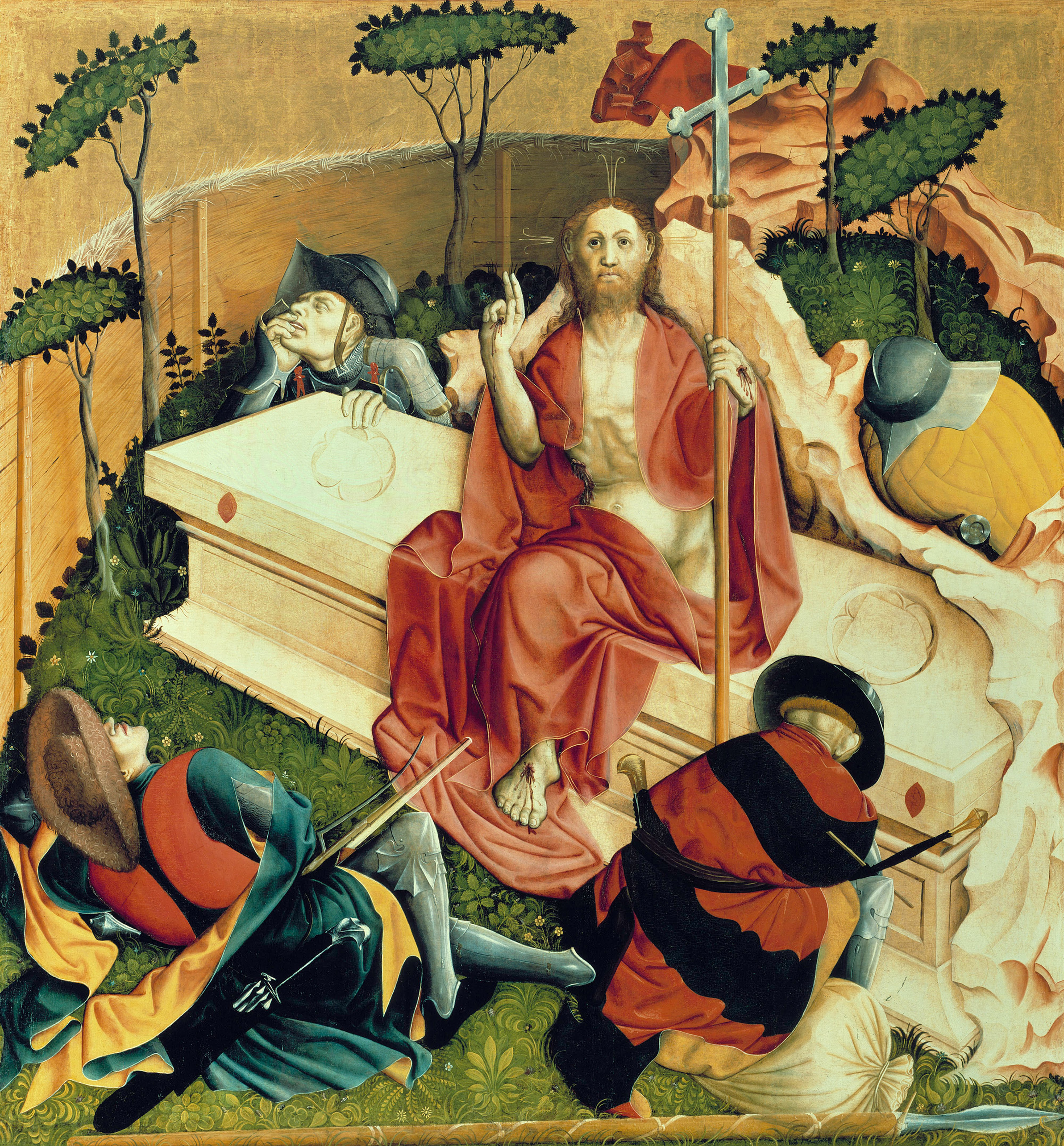

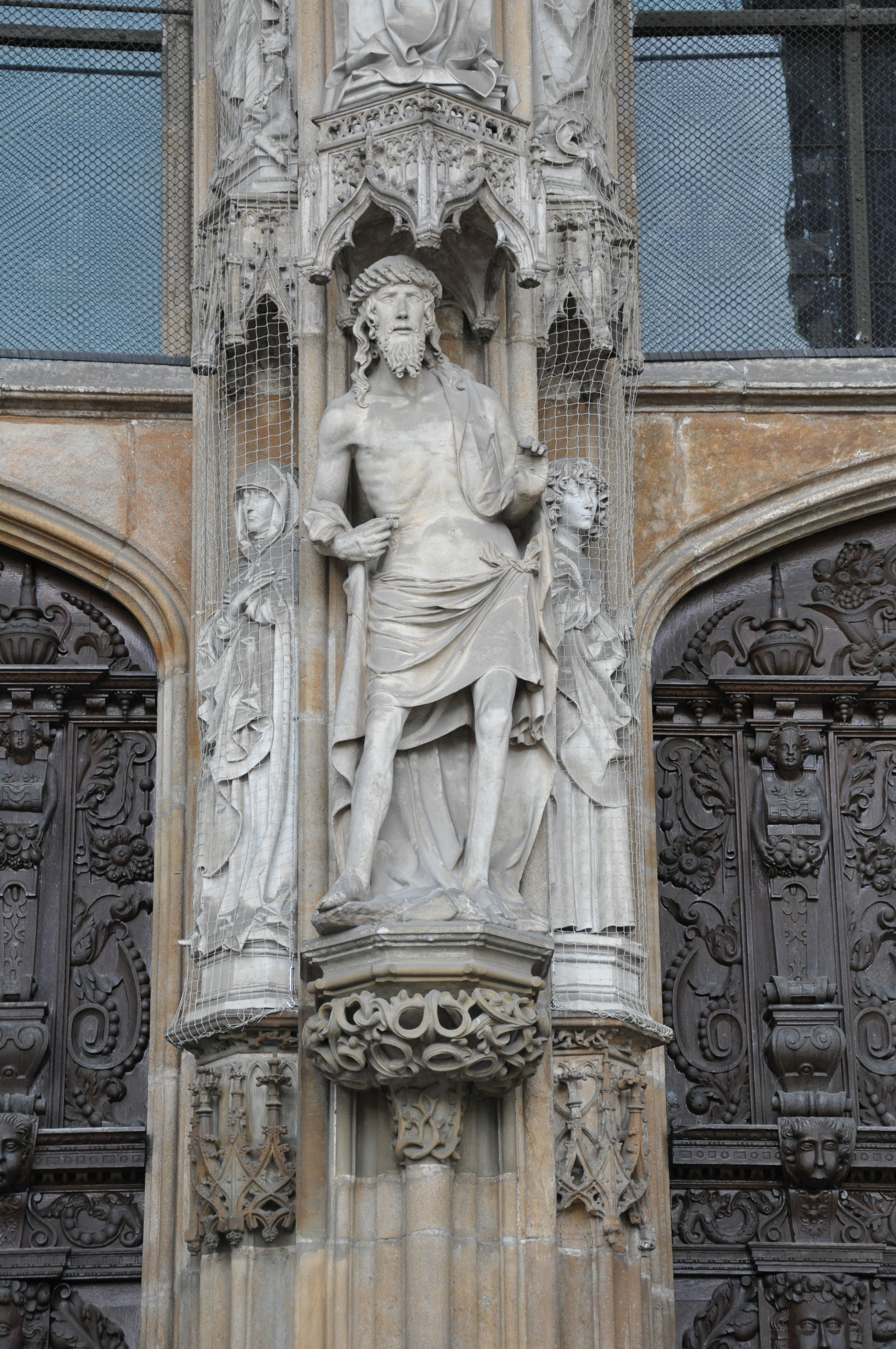

Hans Multscher (Reichenhofen, 1400 körül – Ulm, 1467) német szobrász és festő.

## Életrajza
Hans Multscher 1400 körül született Reichenhofenben (ma Leutkirch im Allgäu). Itt kezdte tanulmányait, majd az új művészi stílusokat Észak-Franciaországban és Hollandiában sajátította el, és lett Ulm város szabad polgára. 1427-ben Ulmban feleségül vette Adelheid Kitzint és még ugyanez évben saját üzletet nyitottak a városban testvérével Heinrich Multscherrel közösen, mint festő és szobrász.
Számos 15. századi tehetséges, de többnyire névtelen művész közül kiemelkedik Multscher erős személyisége, aki képes volt évtizedeken át a folyamatos fejlődésre. Egyik úttörője volt a realizmusnak Németországban (kortársa volt Francke mester, Stephan Lochner).

## Főbb munkái
- Királyok imádása (oltárkép)
- Császár csoport (Ulm városháza, szobor)

## Galéria

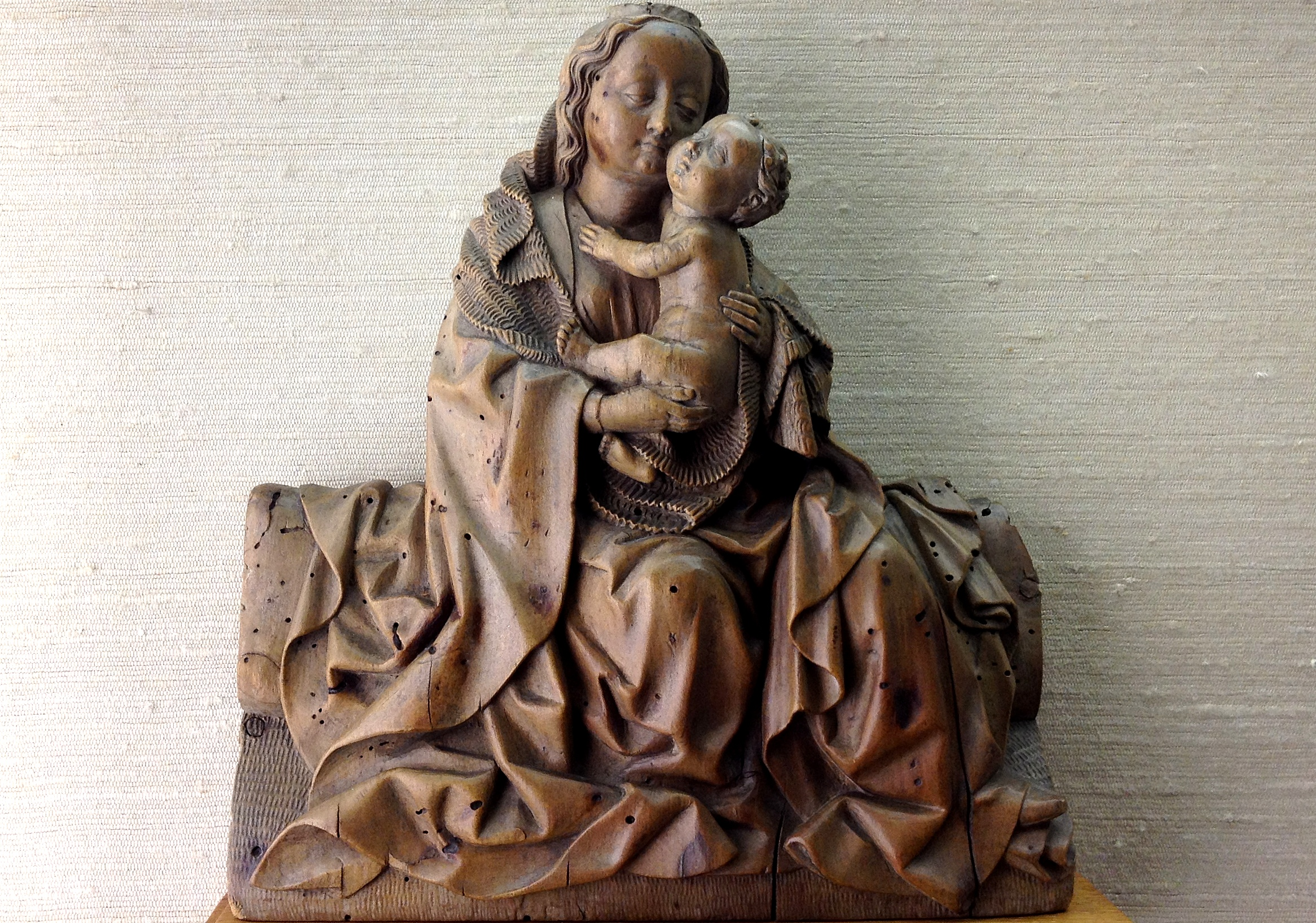
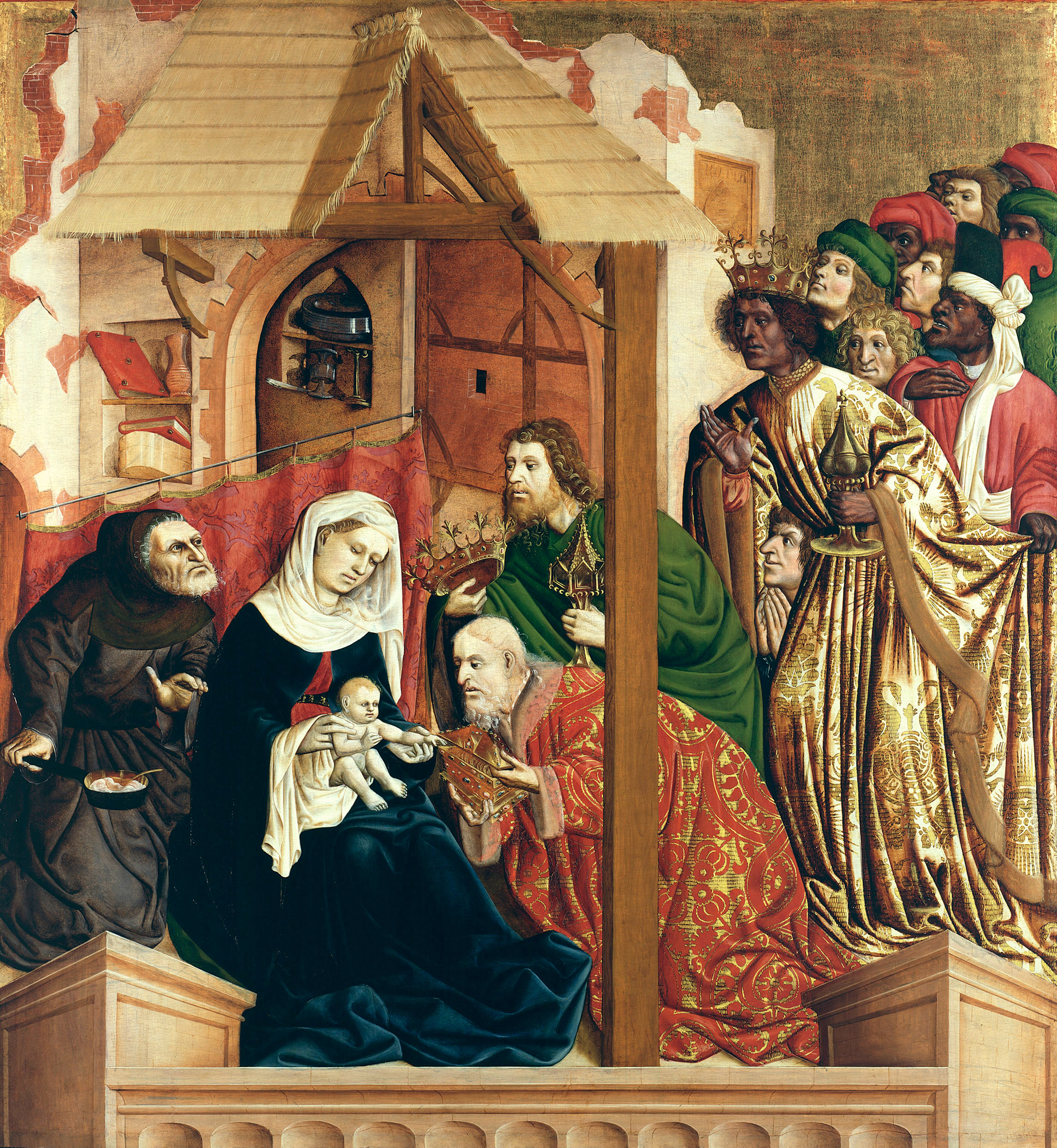
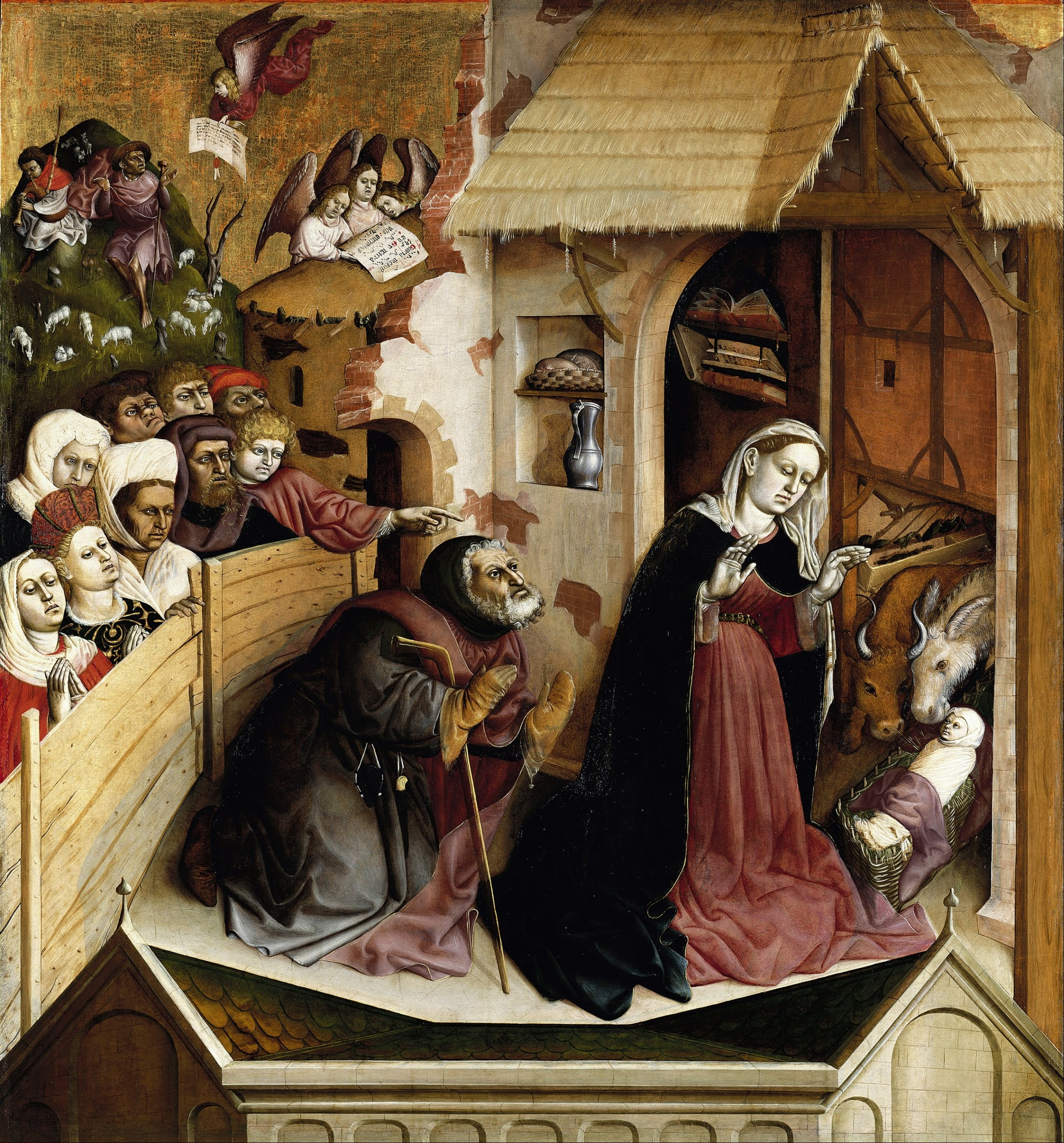
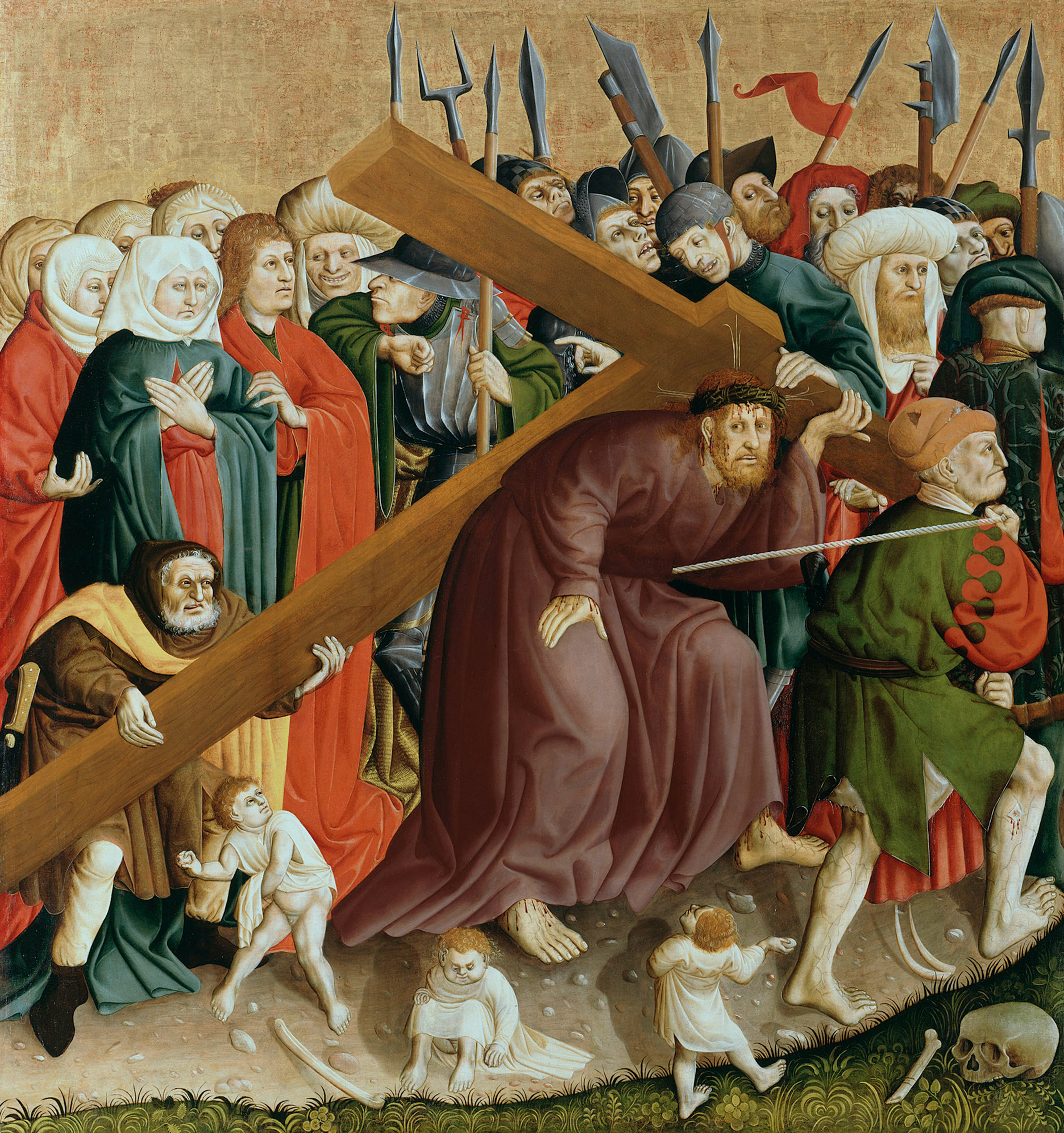